# Sipora
L'isola Sipora, con un'estensione di 845 km², è la più piccola delle quattro maggiori isole Mentawai e nell'arcipelago si trova in posizione centrale.
L'isola costituisce un "sottodistretto" (kecamatan) del  "distretto autonomo (kabupaten)"  formato dall'arcipelago.
Nell'isola è il centro di Tua Pejat, che è il capoluogo dell'intero distretto.
L'isola è  una meta turistica soprattutto perché è particolarmente adatta alla pratica del surf.
La foresta pluviale che un tempo la copriva sopravvive solo in una frazione stimata intorno al 10-15% della superficie.